# فقه جغرافي
الفقه الجغرافي عبارة عن منهجية «نظامية تتعلق بالعلاقات بين العلوم القانونية والجغرافيا والجيوسياسة» (Manfred Langhans-Ratzeburg - Begriff und Aufgaben der Geographischen Rechtswissenshaft (Geojurisprudenz) published by Kurt Vowinkel in 1928 as a companion volume to Karl Haushofers Zeitschrift für Geopolitik (ZfG).
وقد فتح هاوشوفير هذا الموضوع في مقاله "Geopolitik und Geojurisprudenz" الذي ظهر في Zeitschrift für Völkerrecht في عام 1928. وفيه، عبر عن أساه من فقد الفهم الجغرافي في الدراسات القانونية الألمانية.
وقد قال إن ذلك ساهم في الفشل العام الذي عانى منه الشعب الألماني في فهم طبيعة الحرب العالمية الأولى. وقد بشر بأن لانجانز-راتزبورج سيكون الممثل الرئيسي لهذا النظام الجديد، والذي اقترح أنه سيتجاوز «المفاهيم القانونية البسيطة والعقيمة والوضع السياسي المخادع والعلمي السياسي والتلويح بالمعاهدات لما يطلق عليها اسم القوى المركزية».
ومن خلال العودة إلى المفاهيم «الألمانية» المزعومة للعلاقات القانونية بين الدول، والتي تم إنعاشها من خلال تضمين منظور جغرافي، فإنه يمكن أن تظهر الحدود كهياكل قانونية قوية متأصلة في الجغرافيا.
ومن خلال هذه المقدمة، امتدح لانجانز-راتزبورج في المقابل هوشفير، وألفريد هتنر ووالثر فوجيل وألبرت فون هوفمان نظير محاولاتهم للربط بين الجغرافيا والتاريخ والسياسة والثقافة.